# Adobe XD
Adobe XD (Adobe Experience Design) – narzędzie opracowane i opublikowane przez firmę Adobe. Program służy do tworzenia interaktywnych prototypów aplikacji mobilnych oraz stron internetowych. Narzędzie to przeznaczone jest szczególnie dla projektantów User Experience, projektantów interfejsów (UI) oraz grafików. XD jest częścią Creative Cloud (zestawu aplikacji i usług firmy Adobe Inc.), dlatego może być kompatybilne z innymi produktami firmy Adobe (np. Photoshop, Illustrator, InDesign). Oprogramowanie dostępne na systemy operacyjne MacOS oraz Windows.
Dostęp do programu Adobe XD można uzyskać poprzez nabycie licencji okresowej (miesięcznej oraz rocznej) na oficjalnej strony firmy Adobe. Adobe XD wchodzi również w skład pakietu Creative Cloud dostępnego również poprzez subskrypcje okresową do nabycia na stronie firmy Adobe.

## Inne narzędzia do prototypownia
Poza Adobe XD istnieje wiele innych narzędzi do prototypowania stron internetowych oraz aplikacji mobilnych, m.in.:
- Sketch
- Figma
- InVision Studio
- Axure RP
- Balsamiq
- Marvel
- Moqups